# Florence Kling Harding
Florence Mabel Kling De Wolfe Harding (ur. 15 sierpnia 1860 w Marion, zm. 21 listopada 1924 tamże) – żona prezydenta Stanów Zjednoczonych Ameryki Warrena Hardinga i pierwsza dama USA w latach 1921–1923.

## Życiorys
Florence Kling urodziła się 15 sierpnia 1860 roku w Marion, jako córka bankiera Amosa Klinga i jego żony Louise. W domu była nazywana „Flossie”. Z racji wysokiej pozycje społecznej jej rodziny, uczęszczała wyłącznie do prywatnych szkół, a oprócz tego uczyła się jazdy konnej i gry na pianinie. W młodości poznała Henry’ego DeWolfe’a, z którym uciekła z domu w 1880 roku. Wkrótce potem oboje wzięli ślub, a po pół roku urodził im się syn. Dwa lata później DeWolfe zostawił rodzinę i wyjechał na Dziki Zachód, natomiast Florence powróciła do rodzinnego Marion. Nie mieszkała z rodzicami, a finansowo wspierali ją jej teściowie. W 1886 uzyskała rozwód, a jakiś czas później dowiedziała się, że jej były mąż zmarł. Następnie powróciła do domu rodzinnego.
Około 1890 roku poznała Warrena Hardinga, który był wówczas właścicielem lokalnej gazety. Jej ojciec był przeciwny tej znajomości i kiedy młodzi się pobrali, zerwał kontakty z córką na siedem lat. Po ślubie Florence zmieniła męża na stanowisku zarządzającego gazetą „The Marion Star”. Wprowadziła także zwyczaj zatrudniania młodych chłopców do roznoszenia gazet.
W 1905 roku zachorowała i przeszła zabieg resekcji nerki, przez który bardzo podupadła na zdrowiu. Pomimo tego mocno zachęcała męża do kariery politycznej i zabiegała o poparcie dla niego. Kiedy w 1915 roku, Warren został senatorem, oboje przeprowadzili się do Waszyngtonu. Z czasem Harding stawał się coraz bardziej prawdopodobnym nominatem Partii Republikańskiej w wyborach prezydenckich w 1920 roku. Początkowo zgodził się kandydować, jednak w pewnym momencie postanowił się wycofać. Wówczas Florence wymusiła na nim cofnięcie decyzji o wycofaniu z kampanii i dzięki temu Harding dotrwał do wyborów, które wygrał.
4 marca 1921 roku, ustępująca pierwsza dama Edith Wilson, wraz z Florence Harding, która przejmowała obowiązki pani Białego Domu, udały się razem na uroczystość zaprzysiężenia. W Waszyngtonie Hardingowie uchodzili za prostych i otwartych ludzi, co zostało dobrze przyjęte przez elitę stolicy. Nowa pierwsza dama ponownie otworzyła siedzibę prezydencką dla ludzi, co było dużą zmianą w porównaniu z czasem, gdy gospodynią Białego Domu była Edith Wilson. Ponadto Florence spotykała się z weteranami I wojny światowej, przynosząc im drobne podarki, a także popierała organizacje kobiece. Uważała się za sufrażystkę i otrzymała honorowe członkostwo w National Women’s Party. Była także pierwszą żoną prezydenta, która miała własnego agenta ochrony.
Pierwsza dama miała duży wpływ na politykę męża i nie kryła się z tym. Doradzała mu w sprawach personalnych i redagowała przemówienia. Z powodu niechęci jaką żywiła do Calvina Coolidge’a, Florence sprzeciwiła się ustawie Kongresu, ustanawiającej oficjalną rezydencję wiceprezydenta Stanów Zjednoczonych. Ustawa nie uzyskała wystarczającego poparcia i została odrzucona.
Gdy w 1922 pierwsza dama chorowała na niewydolność nerek, w Białym Domu zastępowała ją żona wiceprezydenta, Grace Coolidge. Rok później, w czasie podróży po zachodnim wybrzeżu USA, stan prezydenta się pogorszył. Zmarł 2 sierpnia 1923 roku. Po śmierci męża, Florence powróciła do rodzinnego Marion. Tam też zmarła 21 listopada 1924 roku.

## Życie prywatne
Florence Kling wyszła za mąż za Henry’ego DeWolfe’a w 1880 roku. Mieli jednego syna, Marshalla Eugene’a (ur. w 1880). Po rozwodzie w 1886, a następnie śmierci pierwszego męża, poznała Warrena Hardinga, którego poślubiła 8 lipca 1891 w Warren. Para nie miała dzieci.